# Доктрина Герасимова
Доктри́на Гера́симова — внешнеполитическая программа, разработку которой за пределами России приписывают российскому военачальнику Валерию Герасимову.
Доктрина переосмысливает современное понятие межгосударственного конфликта и военные действия, и ставит их в один ряд с политическими, экономическими, информационными, гуманитарными и другими невоенными мероприятиями.
Доктрина стала известной после её публикации в феврале 2013 года и последующих действий России по отношению к Украине, полностью совпадающих с тезисами этой доктрины. По мнению ряда исследователей, ключевые элементы доктрины Герасимова лежат в основе концепции «войны нового поколения». Однако есть мнения, что «гибридная война» является чуждой для российской военной теории. Ряд экспертов критиковал саму концепцию «гибридной войны», называя её журналистским клише без конкретного содержания, и ставил под сомнение существование «доктрины Герасимова» в сколь-нибудь целостном виде.
В марте 2019 года, уже после того как Россия увязла в конфликтах в Донбассе и в Сирии, Герасимов представил новую военную доктрину, в которой обозначился отход от стратегии «гибридной войны» к подготовке к полномасштабному военному конфликту.

## История
Появлению термина «Доктрина Герасимова» предшествовали выступление начальника Генштаба ВС России Валерия Герасимова перед Академией военных наук с докладом о гибридной войне в феврале 2013 года и публикация основных тезисов этого доклада в статье Герасимова «Ценность науки в предвидении» в газете «Военно-промышленный курьер». Данная статья была перепечатана в англоязычном журнале Military Review и в дальнейшем многократно цитировалась западной прессой.

## Доктрина
Доктрина предусматривает соотношение невоенных и военных действий как 4:1.

### Военные действия
- Военные меры стратегического сдерживания.
- Стратегическое развёртывание.
- Ведение военных действий.
- Миротворческие операции.

### Невоенные действия
- Формирование коалиций и союзов.
- Политическое и дипломатическое давление.
- Экономические санкции.
- Экономическая блокада.
- Разрыв дипломатических отношений.
- Формирование политической оппозиции.
- Действие оппозиционных сил.
- Перевод экономики противостоящей России страны на военные рельсы.
- Поиск способов урегулирования конфликта.
- Смена политического руководства страны, противостоящей России.
- Проведение комплекса мер по снижению напряжённости в отношениях после смены политического руководства.

Кроме этого, доктрина предполагает «ведение информационного противоборства», не уточняя, являются ли эти мероприятия военными или невоенными.

### Оценка доктрины экспертами
Доктрина Герасимова является ответом на доктрину «Цветных революций», в частности на события «Арабской весны». По мнению некоторых экспертов, её ключевые элементы основаны на исторических корнях предыдущей российской военной доктрины и демонстрируют при этом поразительное сходство с положениями китайской доктрины «неограниченной войны», опубликованной в 1999 году. Считается, что данная доктрина может рассматриваться как переосмысление в реалиях XXI века хорошо известной концепции нетрадиционных военных действий, которые в современной российской военной терминологии получили название «нелинейных». В рамках этих представлений основной целью «нелинейных боевых действий» является достижение нужных стратегических и геополитических результатов, задействуя широкий инструментарий невоенных методов и средств: явную и тайную дипломатию, экономическое давление, завоёвывание симпатий местного населения и т. п.
По мнению западных аналитиков, доктрина Герасимова переосмысливает современное понятие межгосударственного конфликта и военные действия ставит в один ряд с политическими, экономическими, информационными, гуманитарными и другими невоенными мероприятиями. По мнению ряда исследователей, ключевые элементы доктрины Герасимова заложили основу российской концепции «войны нового поколения». Концепцию «современного российского конфликта» также описывали с помощью терминов «гибридная война», «асимметричная война», «война в серой зоне», «тайная война», «негласная война», «необычная война». В ходе такого рода конфликта «хакеры, тролли, наёмные убийцы, бизнесмены, имеющие связи с политическими кругами, люди, которые подтасовывают факты и манипулируют общественным мнением с определённой целью, заранее проплаченные участники протестов, уличные головорезы» могут выполнять не меньшую роль, чем «инструменты обычной войны, такие как самолёты, танки и артиллерия». Важнейшей чертой гибридной войны называлось «создание и развитие внутреннего конфликтогенного потенциала в стране-жертве разнообразными методами». При этом отмечалось, что российская концепция современной войны имеет всеобъемлющий характер, включая все возможные методы начиная от ведения информационной войны и заканчивая возможностью использования ядерного оружия.
По мнению американских военных, «доктрина Герасимова» представляет собой самое завершённое воплощение последних достижений российской военной мысли в новом типе ведения военных действий, который демонстрирует беспрецедентную интеграцию всех возможностей национального влияния для достижения стратегических преимуществ. Опираясь на дискретность той идеи войны, которая была заложена в русской культуре классическим романом Л. Толстого «Война и мир», «доктрина Герасимова» своим появлением размыла границы между поляризованными состояниями «войны» и «мира», вводя некий аналог западной идеи промежуточного континуума, или «серой зоны». Причём американские аналитики обращают внимание, что использование российскими военными новых наработок удивительным образом инвертирует некоторые фундаментальные парадигмы вооружённого противоборства, которые были заложены ещё в работах Карла Клаузевица и на протяжении столетий считались незыблемыми. Например, данное Клаузевицем определение войны как «продолжения политики, но другими средствами» уже не применимо в рамках «доктрины Герасимова», ибо она рассматривает не войну как продолжение политики, а политику как продолжение войны, подчёркивая, что эффективное ведение политики может задействовать более широкий арсенал невоенных средств и методов. Аналогичным образом «доктрина Герасимова» заставляет подвергнуть пересмотру ряд других важных постулатов, например — введённое Клаузевицем военно-теоретическое понимание «центра тяжести» как некой ключевой точки приложения усилий.
Особое беспокойство у западных специалистов вызвала явная нацеленность российской «доктрины Герасимова» на эксплуатацию слабых звеньев западного принципа принятия управленческих решений, который основан на системе сдержек и противовесов, что подразумевает исчерпывающий анализ ситуации, долгую общественную дискуссию и обстоятельную координацию усилий разнообразных ведомств (государственного департамента, министерства обороны и т. д.). В противоположность этому, опирающаяся на идеи Герасимова российская модель управления органично объединяет в единое целое все обладающие полномочиями властные институты, делая координацию между ними совершенно необременительной. Причём их функционирование скрыто от внешнего наблюдателя непроницаемой завесой секретности, а доступный инструментарий задействует прикладные достижения теории рефлексивного управления, что позволяет российской власти действовать жёстко, гибко и быстро, не особенно отвлекаясь на такие условности как законность, легитимность и т. п.

## Применение доктрины
Учитывая дату обнародования доклада Герасимова и последующие за этим действия России, многие эксперты склонны связывать эти события и прямо указывают на применение доктрины Россией в отношении Украины и США.

## Критика
Некоторые эксперты полагают, что ничего нового Герасимов не изложил, и сомневаются в существовании подобной доктрины. Например, эксперт по вооружённым силам стран бывшего СССР Роджер Макдермотт в специализированном журнале Parameters указывает, что Герасимов сознательно игнорирует факторы, концептуально объединяющие различные войны и вооружённые конфликты, подчёркивая, что каждая из них имеет свою собственную историю и уникальный путь развития. Как пишет Р. Макдермотт, отрицание в контексте идей Герасимова некой обобщающей модели, которую можно было бы воспринимать как целостную доктрину, с лихвой компенсируется теми смыслами, которые его высказываниям приписываются западными специалистами. По мнению Р. Макдермотта, мифы о появлении у российских вооружённых сил новейшей и смертоносной доктрины гибридной войны являются одним из наиболее опасных аспектов противостояния России и НАТО.
Политолог Марк Галеотти в материале для Foreign Policy заявил, что знаменитой «доктрины Герасимова», которую на Западе понимают как «расширенную теорию современной войны» или даже «видение тотальной войны», в действительности не существует, и что изобретателем этого термина является он сам.